# 李美善 (法官)
李美善（韓語：이미선；1970年1月18日—）是一名韩国法官。她于2019年被任命为韩国宪法法院法官，并于2025年4月18日卸任。

## 教育
- 鶴山女子高等學校
- 釜山大学法学系毕业
- 釜山大学研究生院法学硕士

## 职业
- 1994年 第36届司法試驗通过
- 1997年 司法研究与培训学院
- 1997年 首尔地方法院法官
- 2001年 清州地方法院法官
- 2005年 水原地方法院法官
- 2006年 大田高等法院法官
- 2009年 大田地方法院法官
- 2010年 最高法院研修法官
- 2015年 水原地方法院院长
- 2017年 首尔中央地方法院院长
- 2019年-2025年 韩国宪法法院法官